# 수영복
수영복(문화어: 헤염옷)은 수상 경기에 참여할 때와 수영, 수구, 다이빙, 서핑, 수상 스키와 같은 활동, 선탠과 같은 일광욕을 할 때 입도록 만들어진 의상이다. 스쿠버다이빙, 서핑 등을 하기 위해 슈트를 입을 때 속옷으로 입기도 한다. 또한 미스코리아등 미인선발대회나 모델들이 몸매심사를 받을때도 착용한다. 수영복은 몸에 딱 맞거나 약간 느슨하게 되어 있으며, 정숙함을 지키기 위해 일부 부위를 가린 것을 제외하고는 가능한한 대부분의 신체를 드러내도록 만들어져 있다. 젖어있을 때 비쳐 보일 수 있으므로 안쪽에 옷감을 대어 만들기도 한다.
수영복은 남자와 여자가 신체를 드러내야 하는 공간에서 중요한 부위를 가릴 수 있는 기능을 한다.

## 역사

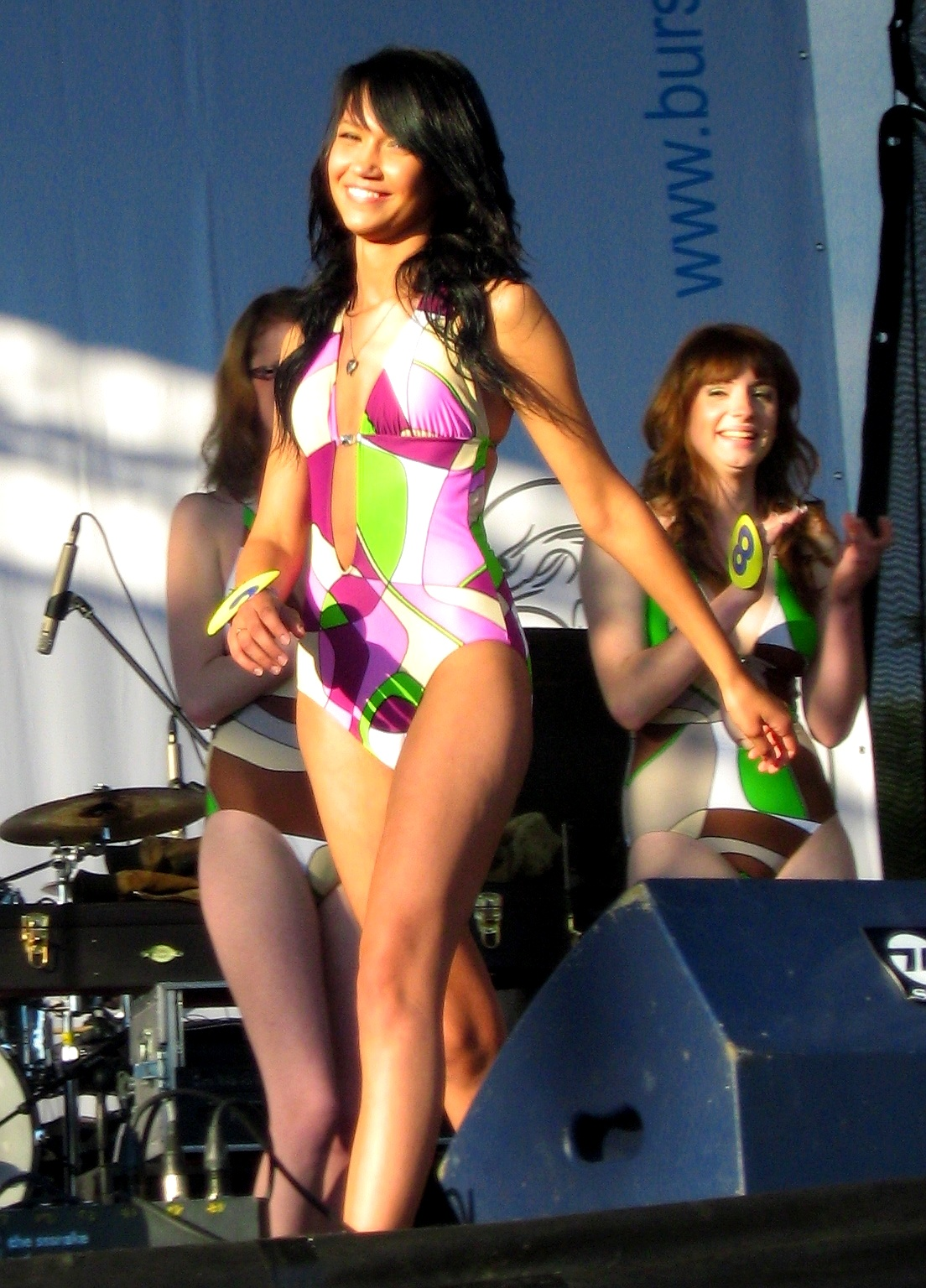
수영복을 입은 여자

바다가 접해 있는 지역 주민만으로 행해진 고대부터 근세까지는 "수영을 하기 위한 옷"이라는 생각하는 인식은 일반적이지 않았고, 속옷 차림과 알몸으로 물에 들어가서 수영하는 것이 일반적이었다.
기원전 350년 그리스에서 여성들이 수영복을 입고 수영을 하였다는 기록이 수영복 사용에 대한 최초의 기록이며, 수영과 목욕을 좋아한 로마 사람들은 평상복을 입고 수영을 즐겼다. 한편 폼페이에 발굴된 벽화에선 여성들이 후에 비키니형태의 투피스 수영복을 입고 있는 모습이 벽화에 묘사되어 있다. 철도망의 발달로 인해서 일반 사람들이 해변가로 피서가 쉽게 되었고, 1800년대에는 물에 젖어도 살이 비치어 보이지 않도록 서지 및 플란넬, 알파카 등의 원단으로 만들었다. 근대 여성들의 수영복 착용은 19세기 프랑스 여성들이 처음이며, 초기의 옷은 길이가 길고 헐렁하여 몸을 가렸다. 1850년 즈음 투피스가 등장했고, 1890년대에 파리 패션계의 유행이 수영복에 가해져서 외출복과 크게 다를 바 없을 정도였다. 이러한 수영복의 멋진 변화는 19세기 산업혁명으로 축적한 부가 만들어낸 화려한 부르주아 문화의 영향이었다. 1900년대에 들어서자 가슴이 깊게 파이고, 민소매로 구성된 수영복이 등장하였고, 이후에는 가슴 부분이 크게 노출된 디자인으로 변화하였다. 1907년 물 속의 발레리나라는 별명을 가진 오스트레일리아 출신의 수영 선수, 여배우인 애넷 켈러먼(영불 해협의 수영 횡단에 도전한 최초의 여성)이 미국을 방문할 때, 위아래가 하나로 구성되고, 물 속에도 움직임이 자유롭게 활동할 수 있고, 목과 손과 발이 노출된 원피스 수영복을 보스턴 비치에 착용하고 홍보했을 때, 공연음란죄로 경찰에 체포되는 사건이 벌어졌다. 그 사건이 일어날 때는 여성의 권리를 보장하는 운동이 일어난 때였다. 여성들은 켈러먼에 의해서 몸의 각선미가 뚜렷하게 하는 원피스 수영복이 대담하고 활동적인 새로운 수영복이 세상에 나타난 것을 호응하여, "여성들이 활동적인 원피스 수영복을 입을 수 있는 권리"라는 어필이 받아들여졌다. 프랑스에서 1946년에 등장한 비키니 수영복은 1960년대 청년들이 기성세대에 반항하는 뜻으로 그리고 멋진 몸매를 자랑하는 뜻으로 즐겨 입었다.
대한민국에서는 1961년 (주)한국샤크라인의 전신인 백화사에서 '상어표 수영복'이라는 브랜드로 한국 수영복 시장을 개척하기 시작했다. 백화사에서는 '상어표 비키니'를 개발하면서 한국 여성해방운동과 청년문화의 상징이 되었다. 현재 한국의 수영복 시장은 한 해 1,200억 원에 달하는 매출을 올리는 거대 시장이다.

## 종류

### 공용 수영복
| 이름          | 이미지 | 설명 |
| ------------- | ------ | --- |
| 래시 가드     |        | 래시 가드(rash guard) 또는 래시 베스트(rash vest)는 스판덱스, 나일론, 폴리에스터를 혼합하여 만든 수상 운동 셔츠의 한 종류이다. 래시 가드라는 이름은 말 그대로 이 셔츠가 지나친 햇빛 노출에 의한 화상이나 찰과상에 의한 발진(rash) 등으로부터 이 셔츠를 입은 착용자의 피부를 보호(guard)하기 위해서 만들어졌다는 사실을 반영한다. 래시 가드는 긴소매 형태가 일반적이지만, 짧은 소매 형태도 있다. 래시 가드는 일반적으로 서핑, 카누 폴로, 수중 서바이벌 트레이닝, JEST, 스쿠버 다이빙, 스노클링, 프리다이빙, 웨이크보딩, 바디서핑, 바디보딩, 윈드서핑, 카이트서핑, 카야킹, 패들서핑, 수영 등을 포함한 워터 스포츠를 즐길 때 사용된다. 간단히 래시(rashie)라고도 한다. |
| 잠수복        |        | 잠수복(潛水服)이란 수중의 환경으로부터 잠수부를 보호하기 위해 고안된 옷 혹은 장치이다. - 주변 기압 잠수복 - 잠수용 고무옷(웨트슈트)나 방수 잠수복(드라이슈트), 세미 드라이슈트, 스킨슈트(다이브스킨)등이 그 예이다. - 대기압 잠수복 - 수중 깊은 곳에 들어갈때 강한 수압등의 대기압으로부터 견뎌내기 위해 장갑화된 옷이다. |
| 선수용 수영복 |        | |

### 여자 수영복
| 이름          | 이미지            | 설명 |
| ------------- | ----------------- | ---- |
| 원피스 수영복 |                   |      |
| 비키니        |                   |      |
| 탱키니        |                   |      |
| 모노키니      | Maria Eriksson 09 |      |
| 부르키니      |                   |      |

### 남자 수영복
| 이름             | 이미지      | 설명 |
| ---------------- | ----------- | ---- |
| 삼각 수영복      |             |      |
| 트렁크형 수영복  |             |      |
| 스퀘어 컷 트렁크 |             |      |
| 재머             |             |      |
| 보드쇼츠         | Boardshorts |      |

## 같이 보기
- 비키니
- 잠수복